# Силантьев, Игорь Игоревич
Игорь Игоревич Силантьев (укр. Ігор Ігорович Силантьєв; 3 января 1991, Одесса) — украинский футболист, нападающий.

## Карьера
Воспитанник СДЮШОР «Черноморец». Первый тренер — В. З. Зубков. Был игроком юношеской сборной Украины. В «Черноморце» — с июля 2007 года.
За применение допинга с целью скрыть наличие алкоголя в организме был дисквалифицирован на четыре месяца. В октябре 2013 года перешёл в кировоградскую «Звезду». 23 февраля 2014 года расстался с клубом по обоюдному согласию. В 2016 году играл за любительскую одесскую команду «Пентагон».